# Rodo (teólogo)
Rodo foi um escritor cristão ativo no reinado do imperador romano Cômodo (180-192 dC). Ele era nativo da província romana da Ásia Menor e que eventualmente veio a Roma onde se tornou um discípulo de Tatiano.

## Vida e obras
Rodo escreveu diversos livros, dois dos quais foram mencionados na História Eclesiástica de Eusébio de Cesareia. O primeiro é um tratado sobre os seis dias da criação ("Hexamerão") e o outro, uma refutação aos marcionitas, em que ele se baseou nas vários opiniões que os dividiam na época. Eusébio, sobre quem dependemos exclusivamente no nosso conhecimento sobre Rodo, cita algumas passagens deste último trabalho, principalmente os que se referem ao marcionita Apeles.
O livro De Viris Illustribus (cap. 37) de São Jerónimo amplia um pouco o relato de Eusébio, afirmando que Rodo teria também sido o autor de uma obra contra os catafrígios - o que pode ser um engano, pois Eusébio cita uma obra anônima com este fim um pouco mais adiante em seu livro.